# Municipio de Scranton (Kansas)
El municipio de Scranton (en inglés: Scranton Township) es un municipio ubicado en el condado de Osage en el estado estadounidense de Kansas. En el año 2010 tenía una población de 1213 habitantes y una densidad poblacional de 13,07 personas por km².

## Geografía
El municipio de Scranton se encuentra ubicado en las coordenadas 38°48′10″N 95°45′25″O / 38.80278, -95.75694. Según la Oficina del Censo de los Estados Unidos, el municipio tiene una superficie total de 92.79 km², de la cual 92,18 km² corresponden a tierra firme y (0,66 %) 0,61 km² es agua.

## Demografía
Según el censo de 2010, había 1213 personas residiendo en el municipio de Scranton. La densidad de población era de 13,07 hab./km². De los 1213 habitantes, el municipio de Scranton estaba compuesto por el 97,28 % blancos, el 0,08 % eran afroamericanos, el 0,74 % eran amerindios, el 0,33 % eran asiáticos, el 0,49 % eran de otras razas y el 1,07 % eran de una mezcla de razas. Del total de la población el 1,57 % eran hispanos o latinos de cualquier raza.